# Brabham BT11
Pour les articles homonymes, voir Brabham.
Chronologie des modèles (1964 à 1968)
Brabham BT7 Brabham BT19
La Brabham BT11 est une Formule 1 conçue par Brabham ayant disputé les championnats du monde en 1964, 1965, 1966, 1967 et 1968.

## Pilotes
- Chris Amon
- Bob Anderson
- Joakim Bonnier
- Luki Botha
- Jack Brabham
- Dave Charlton
- Frank Gardner
- Geki
- Dan Gurney
- Denny Hulme
- Jackie Pretorius
- Jochen Rindt
- Hap Sharp
- Joseph Siffert
- John Taylor